# Alessandro Petrucci

Stemma della famiglia Petrucci.

Alessandro Petrucci (Siena, 1560 circa – Siena, 7 giugno 1628) è stato un arcivescovo cattolico italiano.

## Biografia
Alessandro Petrucci nacque a Siena nei primi anni sessanta del XVI secolo. Appartenente alla nobile famiglia dei Petrucci, era figlio di Pandolfo Petrucci (omonimo del più celebre Signore di Siena) e di Eusta Bulgarini. Suo padre e i suoi fratelli Cesare e Timoteo furono "riseduti" nelle magistrature senesi. La sua nonna materna, Virginia Chigi, era zia del futuro Papa Alessandro VII.
Nel 1584 Alessandro Petrucci acquisì la dignità di proposto nel Capitolo dei canonici del duomo di Siena. Il 22 aprile 1602, sotto il pontificato di Papa Clemente VIII, fu nominato vescovo di Massa Marittima e Populonia, succedendo al defunto Achille Sergardi. Il 23 marzo 1615, dopo la rinuncia del cardinale Metello Bichi, Alessandro Petrucci divenne arcivescovo di Siena.
Petrucci portò avanti l'impegno episcopale fino alla sua morte, avvenuta il 7 giugno 1628. È sepolto all'interno del duomo di Siena.
Le fonti storiche ne tramandano l'immagine di pastore diligente, saggio e virtuoso.

## Genealogia episcopale
La genealogia episcopale è:
- Cardinale Guillaume d'Estouteville, O.S.B.Clun.
- Papa Sisto IV
- Papa Giulio II
- Cardinale Raffaele Riario
- Papa Leone X
- Papa Paolo III
- Cardinale Francesco Pisani
- Cardinale Alfonso Gesualdo
- Papa Clemente VIII
- Papa Paolo V
- Arcivescovo Alessandro Petrucci